# Pierre de la Croterie

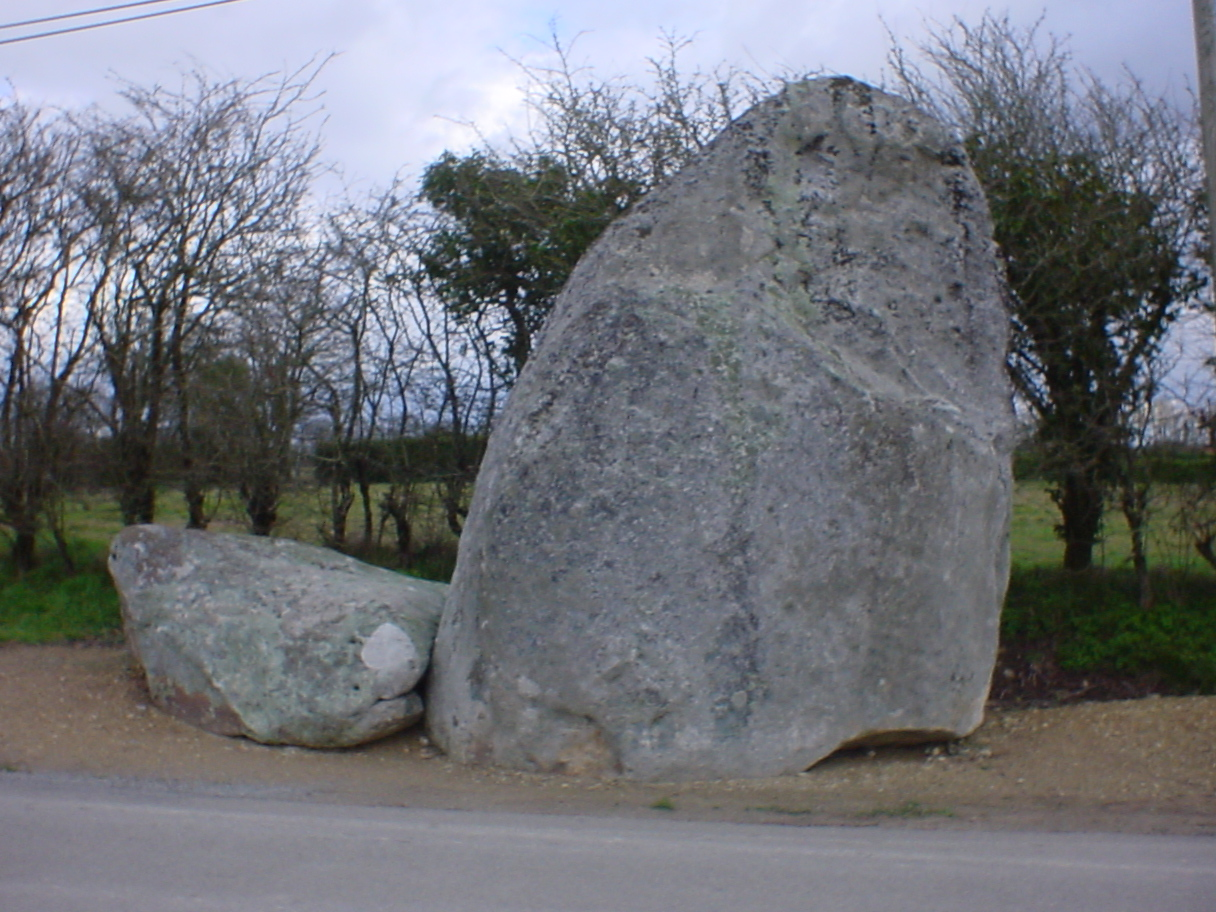
Pierre de la Croterie

Die Pierre de la Croterie (auch Chevanou genannt) ist ein Menhir im Weiler Croterie etwa 4,0 Kilometer nordwestlich des Stadtzentrums von Chauvé bei Saint-Père-en-Retz bzw. Pornic im Département Loire-Atlantique in Frankreich.
Der Menhir besteht aus zwei Sandsteinblöcken; einer befindet sich in vertikaler Position und ein etwas kleinerer liegt daneben. Die Abmessungen des stehenden Menhirs sind: Höhe 4,2 m, Breite 3,2 m und Dicke an der Basis 1,0 Meter. Es ist wahrscheinlich, dass es ursprünglich ein Stück war, das während des Transports vom ursprünglichen Standort Les Platennes beim Weiler La Hourserie zerbrochen ist. 
Der Menhir ist seit 1985 als Monument historique gelistet.